# Aloe fimbrialis
Aloe fimbrialis ist eine Pflanzenart der Gattung der Aloen in der Unterfamilie der Affodillgewächse (Asphodeloideae). Das Artepitheton fimbrialis stammt aus dem Lateinischen, bedeutet ‚gefranst‘ und verweist auf die gefransten Blattränder.

## Beschreibung

### Vegetative Merkmale
Aloe fimbrialis wächst stammbildend, verzweigt dichotom und sprosst von der Basis aus. Die sechs bis zehn linealisch-lanzettlichen, ausgebreiteten Laubblätter sind rosettig angeordnet. Ihre verbreiterte Basen bilden eine Zwiebel von bis zu 5 Zentimeter Durchmesser und einer Höhe von 3,5 Zentimeter. Die glänzend mittelgrüne Blattspreite ist bis zu 40 Zentimeter lang und 2 bis 3 Zentimeter breit. Ihre Spitzen sind zu einer Seite gebogen. Die Blattunterseite ist etwas heller grün. Auf beiden Blattseiten befinden sich zahlreiche winzige weiße Stachelchen, die in Längsreihen über den größeren Gefäßbündeln angeordnet sind. Die weichen, weißen Zähne am Blattrand sind 1 bis 1,5 Millimeter lang und stehen 0,5 bis 1 Millimeter voneinander entfernt. Der Blattsaft ist leuchtend gelb.

### Blütenstände und Blüten
Der einfache Blütenstand erreicht eine Länge von 45 bis 90 Zentimeter. Die lockeren bis ziemlich dichten, zylindrischen Trauben sind 20 bis 30 Zentimeter lang und 6 bis 8 Zentimeter breit. Die linealisch-lanzettlichen, spitz zulaufenden Brakteen weisen eine Länge von 16 bis 25 Millimeter auf und sind 3 bis 6 Millimeter breit. Im Knospenstadium sind sie ziegelförmig angeordnet. Die korallenrosafarbenen Blüten stehen an 8 bis 10 Millimeter langen Blütenstielen. Ihre Zipfel sind gelb gerandet. Die Blüten sind 30 bis 40 Millimeter lang und an ihrer Basis flach. Auf Höhe des Fruchtknotens weisen die Blüten einen Durchmesser von 6 Millimeter auf. Darüber sind sie auf 5 Millimeter verengt und schließlich zur Mündung erweitert. Ihre äußeren Perigonblätter sind auf einer Länge von 10 bis 13 Millimetern nicht miteinander verwachsen. Die Staubblätter und der Griffel ragen kaum aus der Blüte heraus.

## Systematik und Verbreitung
Aloe fimbrialis ist in einem kleinen Gebiet im Nordwesten von Sambia in Brachystegia-Wald auf Termitenhügeln in Höhen von 1077 bis 1200 Metern verbreitet.
Die Erstbeschreibung durch Susan Carter wurde 1996 veröffentlicht.

## Nachweise